# Aeropuerto de Sanikiluaq
El Aeropuerto de Sanikiluaq (del inglés: Sanikiluaq Airport) (IATA: YSK, OACI: CYSK) está ubicado en Sanikiluaq, Nunavut, Canadá y es operado por el gobierno de Nunavut. 

## Aerolíneas y destinos
- Air Inuit
  - Inukjuak / Aeropuerto de Inukjuak
  - Kuujjuarapik / Aeropuerto de Kuujjuarapik